# Cara Hulegu
Cara Hulegu (em mongol: Хара-Хулагу; romaniz.: Qara Hülegü) foi cã do Canato de Chagatai de 1242 a 1246 e então em 1252. Era o filho de Mutucã e neto de Chagatai, o fundador do canato. Sua nomeação se deu como o desejo de seu avô e em seu breve reinado, cooperou com a regente Toreguene (r. 1241–1246), esposa do grão-cã Oguedai (r. 1229–1241), em suas políticas. Em 1246, após a ascensão do grão-cã Guiuque (r. 1246–1248), foi removido em detrimento de seu tio e amigo dele, Iesu Mangu. Com a ascensão do grão-cã Mangu (r. 1251–1259), foi recolocado no poder, sobretudo pelo apoiado a aliança toluída-jochída que permitiu a sucessão. Seu segundo reinado, entretanto, foi breve, com Hulegu falecendo no início de 1252 em sua viagem de volta do curultai de 1251. Foi sucedido pela regência de Organa em nome de seu filho Mubaraque Xá.